# Grupa Lotos
Група Лотос (пол. Grupa Lotos SA) — польська вертикально інтегрована група компаній, яка об'єднує підприємства енергетичної галузі. Є материнською компанією для групи ряду виробничих, комерційних та сервісних компаній, головним чином з розвідки, видобутку та переробки сирої нафти та розповсюдження нафтопродуктів (палив, мастил, бітумів, мастильних матеріалів, парафінів тощо). Основним підприємством групи є нафтопереробний завод у Гданськ-Рудники, на Мертвій Віслі — найбільше підприємство Помор'я та друге підприємство з переробки нафти у Польщі.
Компанія котирується на Варшавській фондовій біржі з 2005 року. Основним акціонером є Уряд Польщі (53,19%).
У 2012 році компанія посіла друге місце в рейтингу: щоденник «Rzeczpospolita» та тижневик «Polityka», а також шосте місце в рейтингу «Coface» серед 500 найбільших компаній Центральної та Східної Європи. Загальна виручка компанії у 2012 році перевищила 33,5 млрд злотих, а виручка від продажів становила більше 33100 млн злотих. У 2014 році компанія зафіксувала збиток у розмірі майже 1,5 млрд злотих, основною причиною якого стало значне падіння цін на нафту у четвертому кварталі того року.
НПЗ неодноразово змінював назву. Був заснований як «Rafineria Nafty Gdańsk», потім змінив назву на «Gdańskie Zakłady Rafineryjne». До 2003 року завод працював під назвою «Rafineria Gdańska SA», а з червня 2003 року «Grupa Lotos SA», до якої були приєднані південні НПЗ: Чеховіце, Ясло та Глімар (у Горлицях), а також «Petrobaltic» — компанія, що займається розвідкою та видобутком сирої нафти.
На початку 2018 року розпочався процес злиття «Групи Лотос» з «PKN Orlen».

## Діяльність

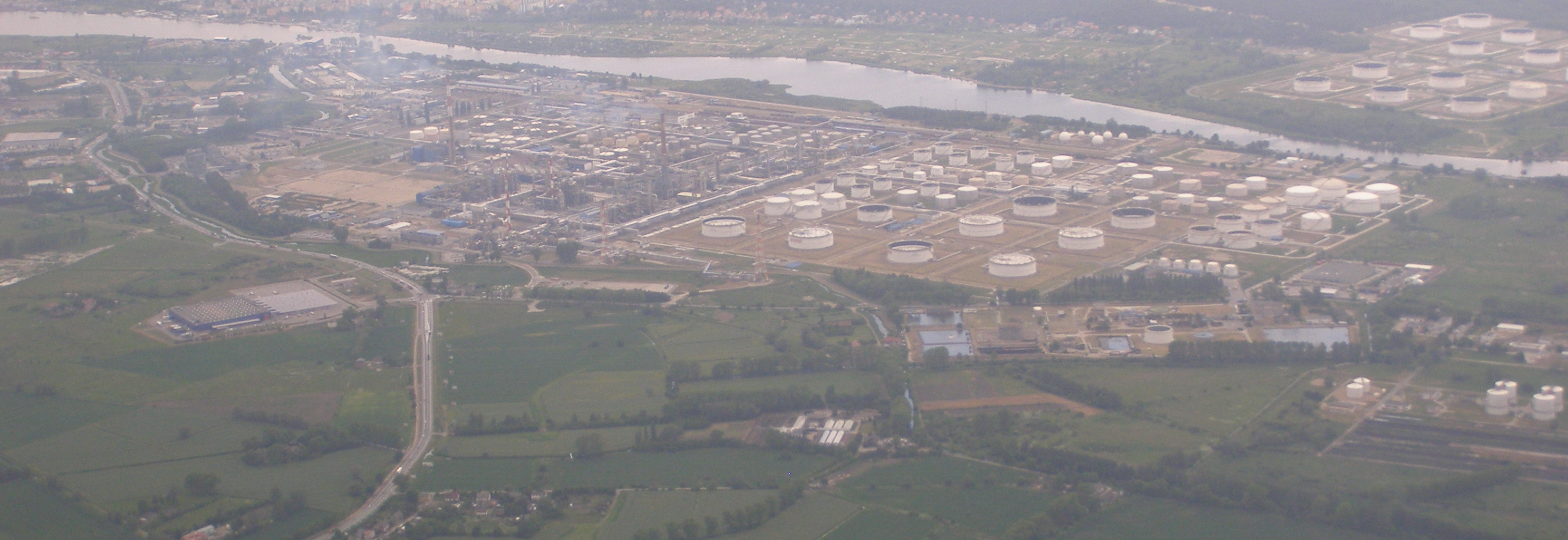
Гданський НПЗ — базове підприємство компанії.

### Структура власності
Важливим в історії Гданського НПЗ стало перетворення компанії в акціонерне товариство. Після його створення 1 жовтня 1991 року всі акції належали Уряду Польщі. У другій половині 90-х років для управління процесом перебудови нафтової галузі уряд створив компанію під назвою «Nafta Polska». Тоді було вирішено, що вона отримає 75% акцій Гданського НПЗ. В результаті угоди Гданський НПЗ втратив статус єдиної акціонерної компанії і залишився у власності уряду. У 1998 році уряд погодився безкоштовно передати 14,98% акцій працівникам та пенсіонерам «Rafineria Gdańska SA». Перетворення НПЗ на акціонерне товариство та передача акцій працівникам не означало повної приватизації. Державна компанія «Nafta Polska» зберегла більшість акцій, що означало, що уряд все ще має вирішальний вплив на завод. У 90-х роках наступні уряди повернулися до питання повної приватизації. У 1998 та 2003 роках були вжиті передові дії. Приватизація такої великої компанії, яка також є важливим елементом польської системи енергетичної безпеки, була непростим завданням. Ключовою подією для компанії став вихід на Варшавську фондову біржу. У березні 2002 року уряд схвалив продаж акцій компанії і, таким чином, збільшення її капіталу шляхом публічного розміщення акцій. Однак уряд зберіг повний контроль над компанією. Дебют торгів на Варшавській фондовій біржі відбувся 9 червня 2005 року. Прийом на біржу приніс значну користь. «Група Лотос» отримала від торгів понад 1 млрд злотих. Ті кошти, серед інших, вона витрачала на придбання мажоритарних пакетів акцій південних НПЗ та «Петробалтика», хоча більшість коштів було виділено на цілі розвитку. Капіталізація компанії зросла. До середини 2011 року вона збільшилася майже до 6 млрд злотих. 2003–2010 роки були періодом будівництва нової групи «Лотос Капітал» навколо її виробничого заводу в Гданську та консолідації з НПЗ на півдні країни та Петробалтійської розвідувально-виробничої компанії. У липні 2009 року «Нафта Польська» передала акції «Лотос» назад уряду. Останнім етапом зміни власності був продаж ще 10,8% усіх акцій компанії на фондовій біржі урядом, який залишив собі 53,19% акцій.

### Організаційна структура
До структури групи входять такі підприємства та компанії:
- «Grupa Lotos SA» — нафтовий концерн, що займається видобутком та переробкою сирої нафти, а також оптовим та роздрібним продажем нафтопродуктів;
- «Lotos Paliwa Sp. z o o o.» заснована в 1996 році, мережею з понад 400 автозаправних станцій по всій країні;
- «Lotos Oil Sp. z o. o.» — виробництво та реалізація мастильних матеріалів: автомобільних та промислових масел та мастил, базових мастил, а також косметики та автомобільної хімії;
- «Lotos Asfalt Sp. z o. o.» — компанія, заснована в 2004 році, що спеціалізується на виробництві та торгівлі бітумними та дорожніми емульсіями;
- «Lotos Terminale SA» — логістична компанія, що займається професійною діяльністю, пов'язаною зі зберіганням та розповсюдженням пального по всій країні;
- «AB Lotos Geonafta» — розвідка та видобуток сирої нафти. Наразі компанія є лідером на ринку виробництва нафти в Литві;
- «Lotos Petrobaltic SA» — розвідка та видобуток вуглеводнів;
- «Lotos Infrastruktura SA» — логістична компанія-оператор;
- «Lotos Exploration & Production Norge AS» — Діяльність у галузі розвідки та видобутку вуглеводнів на континентальному шельфі Норвегії;
- «Lotos Kolej Sp. z o o o» — комплексне залізничне обслуговування, а також транспортні та рухомі склади для зовнішніх клієнтів;
- «Lotos Lab Sp. z o o o» — послуги в галузі випробувань нафтопродуктів, води, каналізації та робочого середовища;
- «Lotos Ochrona Sp. z o. o.» — послуги у сфері захисту особистого та майнового характеру для «Групи Лотос» та дочірніх підприємств у межах відповідності вимогам безпеки в довіреній області
- «Lotos Straż Sp. z o o o» — підрозділ протипожежного захисту;
- «Lotos Serwis Sp. z o. o.» — надання послуг у сфері технічного обслуговування, експлуатації обладнання та установок, ремонту, а також діагностичних та вимірювальних послуг;
- «Lotos-Air BP Polska Sp. z o. o.» — продаж авіаційного палива Jet-A1 та дозаправлення літаків авіаційним паливом в цілому ряді польських аеропортів.